# Низове (Голованівський район)
Низове́ — село в Україні, у Надлацькій сільській громаді Голованівського району Кіровоградської області. Населення становить 104 осіб.

## Населення
Згідно з переписом УРСР 1989 року чисельність наявного населення села становила 121 особа, з яких 45 чоловіків та 76 жінок.
За переписом населення України 2001 року в селі мешкали 104 особи.

### Мова
Розподіл населення за рідною мовою за даними перепису 2001 року:
| Мова       | Відсоток |
| ---------- | -------- |
| українська | 92,31 %  |
| російська  | 7,69 %   |

## Постаті
- Попов Олег Валерійович (1997—2017) — солдат Збройних сил України, учасник російсько-української війни.